# Liste des ambassadeurs de la fédération de Russie en Australie et Océanie
 (août 2016).
Si vous disposez d'ouvrages ou d'articles de référence ou si vous connaissez des sites web de qualité traitant du thème abordé ici, merci de compléter l'article en donnant les références utiles à sa vérifiabilité et en les liant à la section « Notes et références ».
 (août 2016).
Cet article énumère les ambassadeurs extraordinaires et plénipotentiaires de la fédération de Russie en Australie et dans les pays de l'Océanie. 
La date de nomination ou de révocation est suivi du numéro correspondant au décret du Président de la fédération de Russie. 
Les ambassades, consulats et autres représentations de l'URSS à l'étranger se sont passés sous l'autorité du ministère des Affaires étrangères de la RSFSR du ministère suite décret no 291 du président de la fédération de Russie du 18 décembre 1991 « du service diplomatique de la fédération de Russie ». Les ambassadeurs et représentants de l'URSS sont dans un premier temps restés en poste. 
La date de la nomination des ambassadeurs de la fédération de Russie nommés à l'époque de l'URSS ne sont pas répertoriés dans la liste.

## Australie
Les ambassadeurs en Australie sont également nommés ambassadeurs à Vanuatu, Nauru, Tuvalu et Fidji.
- Dolgov, Vyatcheslav Ivanovitch (jusqu'au 11 novembre 1993[1], no 1902)
- Lossioukov, Alexandre Prokhorovitch (11 novembre 1993, no 1903 - 6 septembre 1997, no 997)
- Hamidouline, Rachid Louftoulovitch (31 août 1998, no 1030 - 20 juillet 2001, no 898)
- Moisseïev, Leonid Petrovitch (en) (20 juillet 2001, no 899 - novembre 10 2005, no 1289)
- Blokhine, Alexandre Viktorovitch (en) (10 novembre 2005, no 1290 - juin 29 mai 2010, le no 797)
- Morozov, Vladimir Nikolaïevitch (29 juin 2010, no 801 - 28 juillet 2016, no 379)
- Logvinov, Grigori Semionovitch (depuis le 28 juillet 2016, no 380)

## Kiribati
En même temps, jusqu'en 1993, ambassadeur de Papouasie, de Nouvelle-Guinée puis, en 1995, de l'Indonésie :
- Rogov, Evgeniy Fedorovitch (jusqu'à 13 juillet, 1993, no 1037)
- Soloviev, Nikolaï (13 septembre, 1995, no 935 - mort le 29 septembre 1998)
- Plotnikov, Vladimir Y. (7 septembre, 1999, no 1182-6 octobre, 2004, no 1278)
- Blanc, Mikhaïl Mikhaïlovitch (6 octobre 2004, no 1281-1219 Janvier, 2007, no 55)
- Ivanov, Aleksandr Anatolievitch (2 février, 2007, no 118 au 11 octobre 2012, no 1 398)
- Galouzine, Mikhaïl (à partir du 16 octobre 2012, no 1 401)

## Îles Marshall
En même temps, ambassadeur des Philippines :
- Koudachev Nikolaï Richatovitch (14 mars 2014, no 143-2 mars 2015, no 106)
- Hove, Igor (depuis le 5 mai 2015, le no 228)

## États fédérés de Micronésie
Ambassadeurs nommés simultanément aux Philippines :
- Koudachev Nikolaï Richatovitch (14 mars, 2014, no 142-2 mars, 2015, no 106)
- Hove, Igor (de 2 mars, 2015, no 109)

## Nouvelle-Zélande
Les ambassadeurs en Nouvelle-Zélande sont également nommés ambassadeurs à Tonga :
- Sokolov, Iouri Mikhaïlovitch (jusqu'à 18 mars, 1992, no 286)
- Losaiukov, Alexandre Prokhorovitch (18 mars, 1992, no 279 - novembre 11, 1993, no 1903)
- Beliaïev, Sergueï (22 mai 1995, nombre de 506 à 15 décembre 1999, no 1 634)
- Chabannikov, Guennadi Ivanovitch (15 décembre, 1999, no 1635-1628 juillet 2004, no 973)
- Lysenko, Mikhaïl Nikolaïevitch (28 juillet, 2004, no 974 au 11 septembre, 2008, no 1 346)
- Tatarinov, Andreï Alexeïevitch (11 septembre, 2008, no 1347-4 octobre 2012, no 1346)
- Terechtchenko, Valeri Iakovlevitch (du 4 octobre, 2012, no 1347)

## Palaos
Les ambassadeurs nommés simultanément aux Philippines : 
- Vorobiov, Vitaly Y. (16 avril, 2007, no 480 au 27 août 2010, no 1077)
- Koudachev Nikolaï Richatovitch (27 août, 2010, no 1079-2 mars 2015, no 106)
- Hove, Igor (de 2 mars, 2015, no 108)

## Papouasie-Nouvelle-Guinée
Depuis 1995 nommés aussi en Indonésie :
- Rogov, Evgeni Fedorovitch (jusqu'à 13 juillet, 1993, no 1037)
- Soloviev, Nikolaï (13 septembre, 1995, no 935 - mort le 29 septembre 1998)
- Plotnikov, Vladimir Y. (3 février, 2000, no 302-6 octobre, 2004, no 1278)
- Blanc, Mikhaïl Mikhaïlovitch (6 octobre, 2004, no 1280-1219 Janvier, 2007, no 55)
- Ivanov, Alexander A. (6 mars 2007, no 274 au 11 octobre, 2012, no 1398)
- Galouzine, Mikhaïl (à partir du 15 mars, 2013, no 2194)

## Samoa
- Sokolov, Iouri Mikhailovitch (jusqu'à 18 mars, 1992, no 286)
- Lossioukov, Alexandre Prokhorovitch (18 mars, 1992, no 279 au 22 mai 1995, le no 505)
- Beliaïev, Sergeï (22 mai 1995, nombre de 506 à 15 décembre 1999, no 1 634)
- Chabannikov, Gennadi Ivanovitch (15 décembre, 1999, no 1635-1628 juillet 2004, no 973)
- Lysenko Mikhaïl (28 juillet, 2004, no 974 au 11 septembre, 2008, no 1 346)
- Tatarinov, Andreï (11 septembre, 2008, no 1348-4 octobre 2012, no 1346)
- Terechtchenko, Valeri Yakovlevitch (à partir du 19 février 2013, no 146)